# Echiniscus clevelandi
Echiniscus clevelandi är en djurart som tillhör fylumet trögkrypare, och som beskrevs av Clark Beasley 1999. Echiniscus clevelandi ingår i släktet Echiniscus och familjen Echiniscidae. Inga underarter finns listade i Catalogue of Life.